# Пименов, Анатолий Фёдорович
Анатолий Фёдорович Пименов (15 января 1937, Электропередача, Московская область — 21 ноября 1998) — советский футболист, нападающий, тренер.
Родился в посёлке Электропередача (с 1946 — город Электрогорск). Всю карьеру в командах мастеров провёл за «Знамя Труда» Орехово-Зуево (1959—1970). Дебютировал 27 сентября 1959 в матче с тульским «Трудом» (3:2), забил два гола. Всего в первенстве забил 151 гол. Финалист Кубка СССР 1962.
В 1967 году окончил республиканскую школу тренеров. Один из воспитанников — Александр Уваров.
Начальник команды «Знамя Труда» (1975—1992).
Сыновья Игорь (род. 1964) и Михаил (род. 1967) также футболисты.
Скончался в 1998 году.